# Expected goal
Un expected goal ou but attendu, souvent abrégé en xG ou ExpG, désigne la probabilité qu'un tir soit converti en but lors d'un match de football. C'est un outil statistique permettant d'évaluer la qualité d'un tir, et donc le nombre de buts qu'un joueur ou une équipe aurait dû marquer pendant une période donnée.

## Histoire
Dans les années 1950, un comptable anglais, Charles Reep, est un des premiers à compiler des statistiques précises sur les matches de football anglais pour les analyser, et publie ses résultats dans le Journal of the Royal Statistical Society. Il en conclut qu'avec chaque passe effectuée, la probabilité de marquer diminue, et prône un jeu direct et des passes longues.
Il faut attendre les années 2000, toujours en Angleterre, pour qu'on pousse plus loin l'étude des données en football. À cette époque, les statistiques sont déjà étudiées attentivement, notamment dans les sports populaires aux États-Unis comme le baseball. L'arrivée de jeux vidéo comme FIFA ou PES, qui tentent de chiffrer les performances des joueurs, pousse également les acteurs du football à se plonger dans les chiffres. Michael Edwards, qui travaille dans le staff de Portsmouth, étudie d'abord des statistiques telles que la distance parcourue par chaque joueur. Il rejoint ensuite Liverpool où il crée un département dédié aux datas, soutenu par les propriétaires américains du club. Il y développe l'analyse des expected goals, et aide l'équipe à retrouver le titre de champion d'Angleterre.
Cette statistique aurait d'abord été expérimentée en hockey-sur-glace, sport similaire au football (un terrain avec deux cages), mais plus propice aux statistiques, et implanté en Amérique du Nord, où les analystes sportifs sont friands de statistiques poussées. Les expected goals ont été introduits en football en 2012 par Sam Green pour le site de statistiques Opta,. Les xG ont ensuite été popularisés par Ted Knutson, qui les a utilisés avec succès pour analyser les résultats des clubs pour lesquels il travaillait, Brentford et Midtjylland, propriétés d'un parieur professionnel, Matthew Benham.

## Calcul
Un expected goal est une probabilité, donc un nombre compris entre 0 et 1. Le calcul des expected goals varie selon le modèle. Il dépend principalement de la zone du terrain depuis laquelle un tir est tenté : plus le tireur est proche du but et a un angle de tir large, plus la probabilité qu'il marque (donc l'xG de son occasion) est élevée. Les probabilités associées à chaque zone du terrain sont déterminées en fonction des données des matches précédents.
Cependant d'autres paramètres peuvent également entrer en jeu :
- la partie du corps avec laquelle le joueur tire (pied droit, pied gauche, tête, poitrine...) ;
- le type de tir (reprise de volée, coup de pied retourné...) ;
- le type de passe avant le tir (passe dans les pieds, en profondeur, centre...) ;
- le nombre de touches de balle effectuées par le tireur ;
- le type de situation de jeu (attaque, contre-attaque, coup franc, penalty...), le nombre de défenseurs placés devant le tireur[1] ;
- la dynamique du match (quelle équipe mène au score, avec quel écart, combien de temps est déjà écoulé...)[2].

Pour un penalty, l'expected goal est de 0,79, c'est-à-dire que le tireur a 79% de chances de marquer.

## Utilisation
On analyse essentiellement la différence entre les buts inscrits et les expected goals.
Appliqués à un joueur, les expected goals peuvent permettre de conjecturer plusieurs choses :
- Si un joueur a un xG inférieur au nombre de buts qu'il a effectivement inscrit, ce joueur est considéré comme ayant une bonne finition, un talent supérieur face au but. Sinon, il doit probablement travailler ce paramètre à l'entraînement.
- Si un joueur a un xG très inférieur au nombre de buts qu'il a effectivement inscrit, il a probablement également eu beaucoup de chance, et on peut supposer qu'il marquera moins souvent lors des prochains matches.

Appliqués à une équipe, les xG permettent de valider ou non le plan de jeu. Si une équipe a inscrit peu de buts mais a un nombre d'xG élevé, alors son schéma tactique est probablement à conserver, et en faisant preuve de plus de patience les résultats devraient s'améliorer. Sinon, il faut probablement changer de schéma tactique.
Les expected goals sont utilisées par les journalistes et les entraîneurs pour analyser les matches passés, mais ont également beaucoup de succès chez les bookmakers et les parieurs pour tenter de prévoir les résultats futurs. Les recruteurs exploitent également ces données pour dénicher des joueurs talentueux et sous-cotés.

## Extension
Le même principe est utilisé pour produire d'autres statistiques comme par exemple :
- les expected assists (xA), le nombre de passes décisives qu'une équipe ou un joueur auraient dû réaliser ;
- les expected goals against (xGa), le nombre de buts qui auraient dû être encaissés, qui permet d'obtenir un xG ratio (xG/xGa) ;
- les expected points (xP), le nombre de points qu'une équipe devrait avoir au classement ;
- les expected pass completion (xP aussi), la probabilité qu'a une passe d'être réussie[7].
- les expected threats (xT), l'apport d'un joueur au jeu offensif de son équipe, une métrique incluant non seulement les tirs mais également les passes et les déplacements[8].